# Xanthoparmelia inopinata
Xanthoparmelia inopinata är en lavart som beskrevs av Elix. Xanthoparmelia inopinata ingår i släktet Xanthoparmelia och familjen Parmeliaceae.   Inga underarter finns listade i Catalogue of Life.